# Streetboard

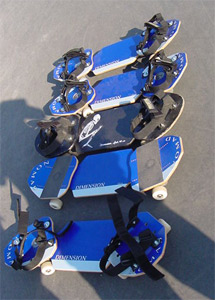
Streetboards

Le streetboard ou snakeboard est un concept de planche visant à fusionner des éléments empruntés au skateboard, au snowboard et au surf afin de créer une expérience nouvelle et fun de glisse. La planche est constituée de deux plateaux pivotants sur lesquels sont fixés des trucks (axes) et des roues, comme sur une planche à roulettes traditionnelle. Ces deux plateaux étant reliés à une épaisse barre centrale, l'ensemble permet de se mouvoir tel un serpent en donnant des à-coups et en basculant les épaules pour entraîner un mouvement complet.

## Historique
En 1989, trois jeunes skaters sud-africains, James Fischer, Simon King et Oliver Macleod-Smith, ont l’idée d’inventer le Streetboard. L’Afrique du Sud étant un pays très vallonné, ils ne supportaient plus d’avoir à descendre sans cesse de leur skate pour pouvoir monter les côtes. Le principe était donc de recréer les sensations du skate tout en pouvant avancer sans avoir à poser le pied par terre. Après avoir étudié un mouvement possible, ils mirent au point un prototype composé de deux plateaux sur roulettes, articulés avec une barre. Mais ce modèle ne les a que temporairement satisfaits ; ils se mirent donc à l’étude de modèles plus performants. Ils montrèrent leur prototype à une foire des inventions en Allemagne et gagnèrent le premier prix. Leur nouveau produit apparaît sous le nom de snakeboard — c’est pourquoi le sport est connu sous ce nom. Deux ans plus tard, une entreprise se crée aux États-Unis sous le nom de Snakeboard USA. Leur premier modèle est disponible six mois plus tard.
L'accueil est mitigé aux États-Unis mais bon en Europe. Quelques nouvelles entreprises se mirent à produire de nouveaux types de snakes, comme la marque allemande Anderson qui a créé des snakes avec barre centrale en bois, tandis que celles de Snakeboard USA sont en plastique et beaucoup plus étroites. Puis Snakeboard USA arrête son activité. L’entreprise STUD a depuis racheté les moules des modèles de Snakeboards USA, et sorti les mêmes modèles sous des noms différents.
De 2001 à 2006, de nouvelles sociétés, comme Dimension, Grosso ou encore Highland, se sont mises à produire des streetboards avec un design retravaillé (plus minimaliste) qui les rend plus simples, plus légers et plus fonctionnels. Ces entreprises partent avec l'objectif de développer le snakeboard comme un sport, car elles sont dirigées par des pratiquants soucieux de l’avenir de leur passion.
Le nom streetboard a été choisi par la WSA (World Streetboard Association).

## Les constituants

### Lesroues
- Les roues molles : souvent un peu plus grosses et plus adhérentes que les roues dures, elles masquent les aspérités de la route, et leur taille permet d’avoir une vitesse élevée mais en contrepartie une accélération plus faible. De ce fait elles sont utilisées en balade pour le confort qu’elles procurent et en descente du fait de leur meilleure adhérence.
- Les roues dures : en général de taille plus réduite, bien qu’il existe des modèles de gros diamètre, elles ont une meilleure accélération mais leur utilisation nécessite d’avoir un sol lisse pour éviter les vibrations. D'autre part, à grande vitesse les roues ont tendance à chasser et engendrent donc des pertes de contrôle du streetboard. Ces roues sont utilisées en street et en skatepark.

### La barre
Différents types de barres se distinguent suivant trois critères : taille, forme et matière utilisée pour les fabriquer. 
- La taille de la barre influe sur l’accélération et la vitesse de pointe du streetboard : ainsi plus elle est petite et plus la planche gagnera en accélération mais sera moins rapide, et inversement. La taille de l’utilisateur compte également dans ce choix pour des raisons de stabilité.
- La forme de la barre dépend de la matière utilisée, de la marque du streetboard et de l’utilisation que l’on en fait. Par exemple, une barre fine et très large sera adaptée à l’utilisation pour les slides.
- Les matières utilisées sont le plastique, le bois, plus généralement, mais il existe des prototypes en plexiglas et en aluminium moulé, créées artisanalement par les streetboarders.

### Les fixations
Les premières fixations étaient des straps bricolés à partir de chambres à air coupées. L’avant du pied était maintenu par des scratchs, qui le plaquaient sur le plateau, et l'arrière par des boudins pour le bloquer.
Aujourd'hui, la plupart des fixations sont entièrement en tissu, avec deux scratchs sur les footplates et une bande de tissu sur l'arrière du pied.
Il est aussi courant de voir des possesseurs de Snakeboard old-school adapter des fixations de snowboard à leur planche.

## Méthode de propulsion
Prenons l’exemple d’un streetboarder roulant en regular, pied gauche en avant (en goofy, il faut inverser « gauche » et « droite »).
- pour tourner vers la droite il doit mettre ses pointes de pieds vers l’intérieur,
- pour tourner à gauche, mettre ses pointes de pieds vers l’extérieur
- pour démarrer il faut tout d’abord se tenir droit les pieds centrés sur les plateaux, puis balancer l’épaule gauche vers l’intérieur tout en fermant les pointes de pieds afin de donner de l’inertie au mouvement, renvoyer l’épaule gauche vers l’arrière et les pointes de pieds vers l’extérieur, et ainsi de suite, pour pouvoir avancer avec une vitesse régulière.

Lorsqu’on pratique régulièrement le snakeboard, on remarque que c’est souvent le pied avant qui effectue un mouvement plus important que le pied arrière, pour des raisons d’équilibre. On appelle le fakie le sens inverse dans lequel on avance habituellement, comme si on avançait en arrière en roller.
Dès que l’on veut franchir un trottoir ou un obstacle, il faut avoir les pieds fixés sur le streetboard, car on ne peut faire décoller la planche articulée qu’en étant solidaire à celle-ci. Il existe donc des fixations semblables à celles de snowboard, mais qui compliquent énormément le déplacement, car le moindre déséquilibre est fatal et on ne peut pas se rattraper lors d’une perte d’équilibre : il n’y a que les genoux ou les bras qui peuvent bloquer la chute.

## Les disciplines
Le Snakeboard est énormément polyvalent (et c’est bien là son plus grand atout) et plusieurs disciplines existantes se recoupent dans la pratique du Snakeboard.
- Le Downhill. (Descente) cette discipline pratiquée en Longskate (Longboard skate) s’axe sur la descente en grande vitesse. En Snakeboard il est possible de faire le même genre de trucs qu’en Longskate (front slide, coleman slide…).

Bien que le Snakeboard soit en moyenne moins rapide que le Longskate (vitesse moyenne de 70 km/h) le snakeboard est avantageux pour l’attaque des courbes, ainsi que les fixations qui soudent le rider à la planche et la nature articulée du Snakeboard permet un contrôle plus poussé de la planche.
- Le slalom. Le slalom aussi est une pratique courante du Longboard, mais aussi du Roller qui fut adapté au Snakeboard.

- Le Vert. (ride sur rampe) Il existe plusieurs types de rampes selon la taille, variant de 1 mètre à 4 mètres et demi. Avant de faire de la rampe il faut déjà maîtriser un peu la prise de vitesse, et les demi-tours (180) ou d'être aussi a l'aise en goofy qu'en regular. L'objectif en rampe est de faire des figures sur chaque moitié de la rampe. On peut faire des sauts tout comme des slides ou des poses sur le coping.

- Le Street. Évolution des riders en milieu urbain. Marches d'escaliers, mains courantes, places publiques, n'importe quel petit plan incliné, sont devenus des supports pour permettre au riders de s'exprimer.

Cette pratique est particulièrement mal vue et même parfois interdite dans certaines villes pour son côté agressif effrayant les passants, en raison des dégâts occasionnés par des grinds sur des monuments, des traces de wax et de slides sur chaque spot et d’autres accommodations comme le bruit. 
Tout comme pour le Skateboard, le Longboard, le Snakeboard n’est que très mal toléré en ville ce qui renforce le côté underground de la discipline qui malgré les interdits ne cesse d’être pratiquée.